# Народное движение за освобождение Анголы — Партия труда
Народное движение за освобождение Анголы — Партия труда (порт. Movimento Popular de Libertação de Angola — Partido do Trabalho, MPLA, МПЛА) — политическая партия Анголы, правящая страной со времени обретения ею независимости в 1975 году. МПЛА опиралась на культурные слои городского населения, преимущественно народности амбунду. МПЛА боролась против Португалии в войне за независимость и против партий УНИТА и ФНЛА в гражданской войне с 1975 по 2002 годы. Первоначально пользовалось поддержкой СССР.

## История
МПЛА была создана в 1956 году представителями Партии объединённой борьбы африканцев Анголы (PLUAA) и Ангольской коммунистической партии (PCA). Первыми руководителями МПЛА стали лидеры PLUAA и PCA — Илидиу Машаду, Вириату да Круш, братья Марио Пинту де Андраде и Жуакин Пинту де Андраде. Все они в начале 1960-х потерпели поражение во фракционной борьбе от Агостиньо Нето и его сторонников (как и Даниэл Чипенда).
Марксистская идеология МПЛА привлекала поддержку государств Советского блока. В 1958—1974 годах СССР поставлял вооружённым формированиям МПЛА вооружение и технику. Поставками вооружения и техники МПЛА поддерживала также и КНР. С февраля 1961 года в Анголе шла война за независимость, которую со стороны МПЛА вела Народная армия освобождения Анголы (ЭПЛА). Оперативное командование ЭПЛА возглавлял вначале Мануэл Лима. После разрыва Лимы с МПЛА командование принял Жозе Мендеш ди Карвалью, после его гибели — Энрике Каррейра.
7 ноября 1961 года в Анголу прибыли военные специалисты из Кубы для подготовки партизанских отрядов МПЛА. Многие повстанцы МПЛА проходили военную подготовку в СССР, Болгарии, Чехословакии и в Алжире. Боевики организации проходили обучение в СССР в 165-м учебном центре по подготовке иностранных военнослужащих.
В 1961 году лидер МПЛА Агостиньо Нето, который в то время находился в Португалии под домашним арестом, смог нелегально выехать из страны и сразу же прилетел в Москву.
Через Международный профсоюзный фонд помощи левым рабочим организациям в 1963 году МПЛА было выделено 50 тыс. долларов, к 1973 году, эта сумма выросла до 220 000 тыс. долларов.
После Международной конференции в поддержку народов португальских колоний, состоявшейся в Риме 27-29 июня 1970 года А.Нето был впервые приглашён в Швецию и Шведское агентство международного сотрудничества гарантировало МПЛА финансирование в размере 500 000 шведских крон на цели здравоохранения и образования, а также на закупку автотранспорта.
После Португальской революции 1974 года новые власти Португалии приступили к процессу деколонизации. Согласно предварительным соглашениям, в независимой Анголе предполагалось создание коалиционного правительства из представителей трёх национально-освободительных движений — МПЛА, ФНЛА и УНИТА. Однако летом 1975 столица Анголы Луанда была взята под военный контроль МПЛА. С этого времена в стране разгорелась гражданская война, затянувшаяся более чем на четверть века — до 2002 года.
11 ноября 1975 года независимость Анголы была провозглашена под управлением МПЛА. Силовые ведомства возглавили руководящие функционеры МПЛА: правительственную армию ФАПЛА — Энрике Каррейра, полицейский корпус — Сантана Петрофф, службу госбезопасности DISA — Луди Кисасунда и Энрике Онамбве. Бюджетную политику определял близкий к президенту министр финансов Сайди Мингаш. Правительство Нето обратилось за военной помощью к СССР и Кубе. На стороне ФНЛА и УНИТА выступили ЮАР и Заир. В активной фазе боевых действий — c ноября 1975 по март 1976 — победу одержала МПЛА. В Анголе установился просоветский марксистский режим.
27 мая 1977 года наиболее радикальные коммунисты во главе с Нито Алвишем, Жозе Ван Дуненом, Жакобом Каэтану, Луишем Пасушем, Ситой Валлиш предприняли попытку государственного переворота. Несколько человек из окружения Нето, в том числе Сайди Мингаш, были взяты в заложники и убиты. Мятеж подавлен ФАПЛА и полицией при решающей поддержке кубинских войск. (Также была ликвидирована маоистская Коммунистическая организация Анголы). Десятки тысяч ангольцев подверглись репрессиям DISA.
В декабре 1977 года МПЛА официально провозгласила своей идеологией марксизм-ленинизм и резко ужесточила политический курс.
После смерти Агостиньо Нето в сентябре 1979 года его преемником во главе МПЛА и НРА стал министр иностранных дел Жозе Эдуарду душ Сантуш, сыгравший важную роль в подавлении мятежа 1977. В партийно-государственном руководстве происходят серьёзные изменения. Устраняются с занимаемых постов ближайшие соратники Нето, исторические лидеры МПЛА — Энрике Каррейра (министр обороны НРА, куратор силовых структур), Лусио Лара (генеральный секретарь, главный идеолог и руководитель системы парторганизаций), Луди Кисасунда (директор DISA).
Основателей партии, ветеранов войны за независимость, идеологов африканского марксизма постепенно заменяют прагматики, близкие президенту душ Сантушу. Типичные фигуры — генерал Мануэль Виейра Диаш, он же Копелипа (начальник президентской военной канцелярии и секьюрити) и Жулиан Матеуш Паулу, он же Дину Матрос (экс-министр государственной безопасности).
В 1990 году, под влиянием перестройки в СССР МПЛА отказалась от коммунистической идеологии и объявила программу перехода к демократии и рынку. В 1991 году в Лиссабоне были подписаны мирные соглашения с УНИТА (продублированы в Лусаке в 1994 году), сорванные, однако, обеими сторонами.
На выборах 1992 года было объявлено о победе МПЛА и президента душ Сантуша. УНИТА и её лидер Жонас Савимби оспорили итоги, обвинив власти в фальсификациях. Результатом стала Резня на Хэллоуин и возобновление полномасштабной гражданской войны.
В 1998—1999 годах правительственные войска предприняли массированное наступление на позиции УНИТА. 22 февраля 2002 года в бою погиб Жонас Савимби. Новое руководство УНИТА приняло условия урегулирования, продиктованные МПЛА.
После декоммунизации и трансформации 1990—2000 годов режим МПЛА характеризуется как «углеводородная диктатура» (экономика Анголы основана на нефтедобыче и нефтеэкспорте). Формально МПЛА исповедует социал-демократические принципы и входит в Социалистический интернационал.
Председателем МПЛА с 1979 по 2018 годы являлся второй президент Анголы Жозе Эдуарду душ Сантуш, преемник Агостиньо Нето. Пост генерального секретаря в разное время занимали Жуан Лоренсу, Дину Матрос, Паулу Кассома, Алвару Боавида Нето. Партийную организацию в столице с 2009 по 2014 годы возглавлял Бенту Бенту. Вице-председателем МПЛА с августа 2016 года являлся министр обороны Анголы Жуан Лоренсу.
2 декабря 2016 года ЦК МПЛА утвердил список кандидатов партии на парламентских выборах, предстоящих в августе 2017, где первым номером стоял Жуан Лоренсу. Таким образом, Лоренсу объявлен был преемником президента душ Сантуша. По ангольской конституции 2010 года лидер партии, победившей на парламентских выборах, становится президентом Анголы.
На выборах 23 августа 2017 года, согласно официальным данным, за кандидатов МПЛА проголосовали более 60 % избирателей. Это обеспечило правящей партии 150 мандатов из 220. 26 сентября 2017 года Жуан Лоренсу официально вступил в должность президента, Борниту ди Соуза — вице-президента Анголы.
На внеочередном VI съезде 8 сентября 2018 года Жуан Лоренсу занял пост председателя (президента) МПЛА, сменив Жозе Эдуарду душ Сантуша. Вице-президентом партии стала Луиза Дамиан. Из состава Политбюро были выведены полтора десятка консервативных функционеров, ранее принадлежавших к окружению душ Сантуша — в том числе Дину Матрос, Паулу Кассома, Бенту Бенту, Кунди Пайхама. На их места были кооптированы сторонники нового председателя. В то же время генеральным секретарём МПЛА был избран Алвару Боавида Нето, известный как сторонник душ Сантуша и критик реформ Лоренсу.
Ранее был отстранён с поста госминистра по безопасности генерал Копелипа; заменён генералом Педру Себаштьяном. В 2021 году Себаштьяна сменил доверенный силовик Лоренсу генерал Франсишку Фуртадо, известный давней враждебностью с душ Сантушем. Ранее, в 2018 году, Службу госбезопасности и разведки SINSE возглавил давно связанный с Лоренсу генерал Фернандо Миала. Министром внутренних дел в 2019 году назначен генерал Эужениу Лаборинью. На ключевые посту в силовых структурых расставлены доверенные лица нового президента.
Вскоре Лоренсу стал выступать с резкой критикой предшественника, обвиняя его в авторитарном правлении и коррупции. Душ Сантуш покинул Анголу, направившись на лечение в Португалию. Новый президент сделал позитивные жесты в отношении оппозиционной УНИТА, предпринял ряд символических шагов, направленных на повышение собственной популярности.
15 июня 2019 года состоялся чрезвычайный VII съезд МПЛА. Жуан Лоренсу заметно укрепил свои позиции, подтвердив взятый политический курс. Обновился состав ЦК, новым генеральным секретарём был избран Паулу Помболо.
С 2017 года внутрипартийная ситуация в МПЛА характеризуется острой закулисной борьбой между сторонниками Жуана Лоренсу, которые считаются реформаторами, и приверженцами консервативного курса душ Сантуша (т. н. eduardistas). Крупным успехом Лоренсу стало взятие им поста председателя правящей партии. Рупором консерваторов выступал вице-президент Борниту ди Соуза занимавший этот пост с 2017 по 2022 год.
На выборах 2022 года партия МПЛА понесла серьёзные потери, хотя и удержала большинство — 51 % голосов, 124 депутата в Национальной ассамблее. Президентский пост сохранил Жуан Лоренсу, новым вице-президентом стала Эсперанса да Кошта.

## Символика
Флагом МПЛА с 1964 года стало красно-чёрное полотнище с большой жёлтой звездой в центре, основанное на красно-чёрном флаге кубинского Движения 26 июля по образу и подобию флага Национального Фронта освобождения Южного Вьетнама.